# Kormickia
Kormickia là một chi rêu trong họ Pallaviciniaceae.